# Décimo Banco Nacional
O Décimo Banco Nacional era um banco americano que existiu no Século 19. O controle acionário era exercido pelo financista Jay Gould, e William M. Tweed ("Boss Tweed") foi um de seus diretores. O Décimo Banco Nacional também foi "o principal veículo para financiar o movimento para estabelecer uma curva de ouro", levando até sexta-feira Negra (1869).
O Banco faliu na década de 1870.